# Pirané megye
Pirané egy megye Argentína északi részén, Formosa tartományban. Székhelye Pirané.

## Népesség
A megye népessége a közelmúltban a következőképpen változott:
| Év   | Lakosság |
| ---- | -------- |
| 2001 | 63 833   |
| 2010 | 64 566   |